# Gastropsetta frontalis
Gastropsetta frontalis — вид донных лучепёрых рыб из семейства паралихтиевых (Paralichthyidae) отряда камбалообразных (Pleuronectiformes). Единственный вид рода Gastropsetta. Название рода происходит от греческих слов gaster — желудок, psetta — морской окунь. Максимальная длина тела 25 см. Встречается в субтропических водах на западе Атлантического океана от Северной Каролины до Флориды в США и на Багамах, от северной части Мексиканского залива до Панамы. Обитает в заливах, лагунах и мелководных прибрежных водах на глубине от 1 до 82 м. Безвредна для человека, объектом промысла не является.